# طركونة (مقاطعة)
مقاطعة طركونة (بالكاتالانية: Província de Tarragona، بروبينسيا دي طاراغونا؛ بالإسبانية: Provincia de Tarragona، بروبينثيا دي طاراغونا) هي مقاطعة إسبانية تقع في شمال شرق الدولة، تقع ضمن حدود منطقة كتالونيا.
عاصمتها هي مدينة طركونة، تنقسم المقاطعة إلى 183 بلدية.

## الجغرافيا
تقع مقاطعة طركونة في شمال شرق إسبانيا تحدها من الشمال مقاطعة لاردة، ومن الشمال الشرقي مقاطعة برشلونة، ومن الجنوب الشرقي البحر الأبيض المتوسط، ومن الجنوب الغربي مقاطعة قسطلونة، ومن الغرب مقاطعة طرويل ومقاطعة سرقسطة.
تبلغ مساحة مقاطعة طركونة 6.303 كم².

## الديموغرافيا
يبلغ عدد سكان مقاطعة طركونة 811.401 نسمة عام 2011 (وفقاً للمعهد الوطني للإحصاء الإسباني).
فيما يلي قائمة أكبر البلديات من حيث عدد السكان (بتاريخ 1 يناير 2011):
1. طركونة 134.085 نسمة
2. ريوس 106.709 نسمة
3. فيندري 36.453 نسمة
4. تورتوسا 34.432 نسمة
5. كامبريلس 33.008 نسمة
6. سالو 26.193 نسمة
7. فايس 25.016 نسمة
8. كالافي 24.984 نسمة
9. فياسيكا 21.839 نسمة
10. أمبوستا 21.445 نسمة

## أعلام
- بابلو كاسالس